# Carlos Roqué Alsina
Carlos Roque Alsina (Buenos Aires (Argentina), 19 de febrer, 1941 - París (França), 5 d'agost, 2023), fou un compositor i pianista nascut a Argentina i naturalitzat francès.

## Trajectòria professional
Buenos Aires

Va realitzar els seus únics estudis formals (repertori pianístic i anàlisi musical) amb el mestre alemany Teodoro Fuchs a Buenos Aires, on va iniciar una notable carrera de pianista com a "nen prodigi" als 6 anys d'edat. En aquest període es va presentar en recitals de piano sol, i com a solista de concerts simfònics al Teatre Colón al costat de batutes cèlebres, com ara Ernst Märzendorfer, Manuel Rosenthal i Otto Klemperer, mentre ja feia les seves primeres experiències en l'escriptura de peces musicals pròpies. El 1955 va assumir com a mestre intern ("correpetidor") del Teatre Argentí de La Plata i dos anys després va exercir el mateix càrrec al Teatro Colón de Buenos Aires.
El 1962, ja bolcat prioritàriament a la composició, va estudiar música electrònica amb Francisco Kröpfl.

## Berlín
Animat a partir de l'Argentina entre d'altres pel compositor argentí Juan Carlos Paz, qui va refusar prendre'l com a alumne per considerar-lo ja prou format, va presentar el 1964 una obra com a aspirant a una beca del programa "Artists in Residence" atorgada per la Fundació Ford la qual va obtenir. L'objecte d'aquesta beca era residir, crear i interactuar amb altres músics a Berlín (Alemanya). En aquest període es va relacionar amb altres compositors com Luciano Berio, Karlheinz Stockhausen i Bruno Maderna sent aquest últim director de diverses de les estrenes de les seves obres d'aquest primer període berlinès. També és possible escoltar les seves intervencions com a pianista i organista en nombroses gravacions de música composta i dirigida per aquells anys per un encara jove Karlheinz Stockhausen .

## Buffalo, Estats Units
De 1967 a 1969 va ser professor de literatura pianística del segle XX i compositor en residència al "Center of Creative and Performing Arts" de la Universitat de Buffalo (EUA), on va estrenar obres que va compondre, algunes de les quals també va dirigir.

## Retorn a Berlín
Després de tornar a Berlín, va fundar el grup d'improvisació lliure "New Phonic Art" juntament amb Vinko Globokar, Michel Portal i Jean Pierre Drouet. Aquest grup, format per instrumentistes i compositors destacats, va donar concerts per tot el món i va presentar un repertori format principalment per improvisacions lliures, tant accions musicals com teatrals i música escrita del segle XIX. Hi ha enregistraments d'àudio d'aquestes improvisacions, com els enregistraments de l'editorial alemanya Deutsche Grammophon.

## París
Viu a París (França) des de 1973. De 1985 a 1994, va ser professor de piano al Conservatoire Supérieur de Lió.
Àrees d'expertesa

Carlos Roqué Alsina es descriu a si mateix com un pianista i compositor autodidacte. Els records d'alguns dels seus col·legues propers durant la seva actuació a l'Argentina com a intern al Teatre Argentí de La Plata i al Teatre Colón descriuen aquest doble talent de compositor i pianista. Dècades més tard, els seus col·legues recorden com una cosa extraordinària la manera com va transcriure amb fluïdesa les partitures simfòniques en "temps real", és a dir, interpretades directament des de les partitures orquestrals al piano. També es recorden les seves fugues, improvisades directament al piano a l'estil dels grans organistes barrocs com Bach i Buxtehude.
Editors

Les seves obres musicals són generalment publicades per Suvini Zerboni (Milà, Itàlia), i en el moment d'escriure, inclouen més de 120 obres, entre obres solistes, de cambra i simfòniques, inclosa la seva Segona Simfonia, que va ser estrenada el 5 de març de 1992, per l'Orchestre de París al Théâtre du Châtelet sota la direcció de Semion Bitxkov.

## Premis i distincions
- El 1971 va guanyar el Premi Guggenheim.
- El 2004 va guanyar el Prix de Composition Paul-Louis Weiller de l'Académie des Beaux-Arts de l'Institut de France.
- El 1981, en reconeixement a la seva important contribució a la vida cultural francesa, va rebre la distinció d'Oficial d'Arts i Lletres del Ministeri de Cultura, llavors dirigit per Jack Lang.

## Treball
Per conèixer els seus treballs, aneu al seu arxiu de la Viquipèdia alemanya.

## Enlaces externs
- Article Larousse
- Emissió Ràdio França dedicada a Carlos Roqué Alsina
- Paritures i audios de Carlos Roqué Alsina en BabelScores
- Pàgina sobre Carlos Roqué Alsina, Edizione Suvini Zerboni